# NGC 3011
NGC 3011 (również PGC 28259 lub UGC 5259) – galaktyka soczewkowata (S0), znajdująca się w gwiazdozbiorze Lwa. Odkrył ją Lewis A. Swift 21 kwietnia 1886 roku. Należy do galaktyk Seyferta typu 2.